# أسيتات الفاينيل
أسيتات الفاينيل مركب عضوي ينتمي لفصيلة الاسترات الكربوكسيلية وهو سائل عديم اللون وسريع التبخر في الهواء. يعد أسيتات الفاينيل مونومر في بنية بولي أسيتات الفاينيل.

## الاستخدامات
يستعمل أسيتات الفاينيل الأحادي (VAM) كمونومر لتصنيع مجموعة واسعة من المنتجات التي تستهلك أسيتات البولي فاينيل، المستخدمة بشكل رئيسي في صناعة المواد الصمغية اللاصقة، الحجم الأكبر منها (حوالي 50%). كما يدخل مع المونومرات الأخرى لتشكل بوليمرات مشتركة 
مثل أسيتات فاينيل-إيثيلين EVA.